# Monster (canción de Shawn Mendes y Justin Bieber)
«Monster» es una canción grabada por los cantantes canadienses Shawn Mendes y Justin Bieber. Se lanzó el 19 de noviembre de 2020 como el segundo sencillo del cuarto álbum de estudio de Mendes, Wonder (2020).

## Antecedentes
Los rumores sobre una posible colaboración comenzaron en julio de 2020 después de que el gerente de Bieber, Scooter Braun, publicará videos de Bieber, Mendes y Tori Kelly tocando un piano. En agosto de 2020, Mendes, Bieber y Hailey Baldwin fueron vistos en el estudio de grabación de Andrew Watt en Los Ángeles,  alimentando la especulación de una próxima colaboración entre los dos artistas canadienses. Durante una entrevista en Capital Breakfast con Roman Kemp el 6 de octubre de 2020, se le preguntó a Mendes si rechazaba una colaboración con Bieber en septiembre, a lo que respondió: «¿Estás tratando de hacerme confirmar que tengo una colaboración con Justin Bieber?». Dijo que sería una locura que lo rechazara, considerando que Bieber ha sido uno de sus artistas favoritos desde que tenía nueve años. «No puedo confirmar ni negar», continuó, pero agregó que su relación en los últimos seis meses se ha ido estrechando. «Es realmente genial tenerlo como mentor de muchas maneras, solo para hablar sobre las cosas, porque no hay mucha gente que haga este tipo de cosas». La canción marcará la primera colaboración entre ambos artistas.

## Lanzamiento
La canción se anunció por primera vez el 29 de septiembre de 2020, cuando Mendes lanzó una experiencia de realidad virtual interactiva en un sitio web para el álbum, en la que una «lista de canciones» mostraba una pista titulada «Monster» con un invitado especial. El 13 de noviembre de 2020, Mendes lanzó la lista de canciones oficial del álbum, confirmando el título de la canción, mientras que su co-artista principal permanecía ser anunciado. El 16 de noviembre de 2020, Mendes y Bieber publicaron un clip teaser de 13 segundos en las redes sociales, anunciando oficialmente la fecha de lanzamiento de la colaboración, que se lanzará como el segundo sencillo del álbum después de «Wonder». El teaser presenta una interpretación instrumental sintética de fondo con cuatro escenas al aire libre en condiciones de poca luz y niebla, incluyen una calle vacía con farolas, un bosque y una plataforma vacía con escaleras. El 18 de noviembre de 2020, Mendes y Bieber publicaron la portada de la canción en las redes sociales, así como enlaces de reserva para el sencillo, que incluye un sencillo en CD limitado con dos portadas exclusivas diferentes disponibles en las respectivas tiendas online de los cantantes.

## Video musical
El video musical fue dirigido por Colin Tilley y se lanzó el 20 de noviembre de 2020.

## Créditos y personal
Créditos adaptados de Tidal.
- Frank Dukes – producción, ingeniría de grabación
- Kaan Gunesberk – producción adicional
- Matthew Tavares – producción adicional
- Chris Galland – asistente de mezcla
- Jeremie Inhaber – asistente de mezcla
- Robin Florent – ingeniería
- Manny Marroquin – mezcla
- George Seara – ingeniería de grabación
- Josh Gudwin – ingeniería de grabación, producción vocal

## Posicionamiento en listas
| Listas (2020)                             | Mejor posición |
| ----------------------------------------- | -------------- |
| Alemania (Official German Charts)         | 6              |
| Argentina (Argentina Hot 100)             | 97             |
| Australia (ARIA)                          | 7              |
| Austria (Ö3 Austria Top 40)               | 12             |
| Bélgica (Ultratop 50) Flanders            | 35             |
| Bélgica (Ultratop) Wallonia               | 8              |
| Canadá (Canadian Hot 100)                 | 1              |
| Canadá (CHR/Top 40)                       | 15             |
| Canadá (Hot AC)                           | 9              |
| Dinamarca (Tracklisten)                   | 1              |
| Eslovaquia (Singles Digitál Top 100)      | 5              |
| Escocia (Official Charts Company)         | 8              |
| España (PROMUSICAE)                       | 41             |
| Estados Unidos (Billboard Hot 100)        | 8              |
| Estados Unidos (Adult Top 40)             | 19             |
| Estados Unidos (Mainstream Top 40)        | 19             |
| Francia (SNEP)                            | 75             |
| Hungría (Single Top 40)                   | 4              |
| Hungría (Stream Top 40)                   | 4              |
| Irlanda (IRMA)                            | 10             |
| Italia (FIMI)                             | 36             |
| Noruega (VG-lista)                        | 4              |
| Nueva Zelanda (RMNZ)                      | 8              |
| Países Bajos (Dutch Top 40)               | 18             |
| Países Bajos (Single Top 100)             | 8              |
| Polonia (Polish Airplay Top 100)          | 43             |
| Reino Unido (Official Charts Company)     | 9              |
| República Checa (Singles Digitál Top 100) | 6              |
| Singapur (RIAS)                           | 4              |
| Suecia (Sverigetopplistan)                | 9              |
| Suiza (Schweizer Hitparade)               | 2              |

## Certificaciones
| País (organismo certificador) | Certificación | Unidades certificadas |
| ----------------------------- | ------------- | --------------------- |
| Canadá (Music Canada)         | Platino       | 80 000                |
| Nueva Zelanda (RIANZ)         | Oro           | 15 000                |

## Historial de lanzamiento
| País           | Fecha                   | Formato                                      | Discográfica     | Ref           |
| -------------- | ----------------------- | -------------------------------------------- | ---------------- | ------------- |
| Varios         | 20 de noviembre de 2020 | Sencillo en CD, Descarga digital y streaming | Island, Def Jam  | [ 25 ] [ 58 ] |
| Australia      | 20 de noviembre de 2020 | Contemporary hit radio                       | Universal        | [ 59 ]        |
| Italia         | 20 de noviembre de 2020 | Contemporary hit radio                       | Universal        | [ 60 ]        |
| Reino Unido    | 20 de noviembre de 2020 | Contemporary hit radio                       | Island           | [ 61 ]        |
| Estados Unidos | 24 de noviembre de 2020 | Contemporary hit radio                       | Island, Republic | [ 62 ]        |